# Relais 4 × 100 mètres masculin aux championnats du monde d'athlétisme 1995
Navigation
Stuttgart 1993 Athènes 1997
L'épreuve du relais 4 × 100 mètres masculin des championnats du monde d'athlétisme 1995 s'est déroulée les 12 et 13 août 1995 à l'Ullevi Stadion de Göteborg, en Suède. Elle est remportée par l'équipe du Canada (Robert Esmie, Glenroy Gilbert, Bruny Surin et Donovan Bailey).

## Résultats

### Finale
| Rang               | Pays      | Athlètes                                                                                     | Temps   | Notes |
| ------------------ | --------- | -------------------------------------------------------------------------------------------- | ------- | ----- |
| Médaille d'or      | Canada    | Robert Esmie Glenroy Gilbert Bruny Surin Donovan Bailey                                      | 38 s 31 |       |
| Médaille d'argent  | Australie | Paul Henderson Tim Jackson Steve Brimacombe Damien Marsh                                     | 38 s 50 |       |
| Médaille de bronze | Italie    | Giovanni Puggioni Ezio Madonia Angelo Cipolloni Sandro Floris                                | 39 s 07 |       |
| 4                  | Jamaïque  | James Beckford Michael Green Leon Gordon Raymond Stewart                                     | 39 s 10 |       |
| 5                  | Japon     | Hisatsugu Suzuki Kōji Itō Satoru Inoue Yoshitaka Itō                                         | 39 s 33 |       |
| 6                  | Brésil    | André Domingos da Silva Sidnei Telles De Souza Luciano Ribeiro Edson Robson Caetano da Silva | 39 s 35 |       |
| 7                  | Ukraine   | Aleksey Chikhachov Dmytro Vanyaikin Oleg Kramarenko Sergey Osovich                           | 39 s 39 |       |
| 8                  | Suède     | Peter Karlsson Matias Ghansah Lars Hedner Tobias Karlsson                                    | —       | DQ    |

## Légende
Records et Performances
- AR : Record continental (area record)
- CR : Record des championnats (championship record)
- MR : Record du meeting (meet record)
- NR : Record national (national record)
- OR : Record olympique (olympic record)
- PR : Record paralympique (paralympic record)
- PB : Record personnel (personal best)
- SB : Meilleure performance personnelle de la saison (season's best)
- WL : Meilleure performance mondiale de l'année (world leader)
- WJR : Record du monde junior (world junior record)
- WR : Record du monde (world record)

Circonstances et Conditions
- DNF : N'a pas terminé (did not finish)
- DNS : N'a pas pris le départ (did not start)
- DQ : Disqualification (disqualification)
- NM : Aucun essai valable enregistré (No Mark)
- Q : Qualifié « directement » au prochain tour (ou à la prochaine compétition), lors d'une compétition majeure, grâce au classement ou à la réalisation des minima (automatic qualifier)
- q : Qualifié au prochain tour (ou à la prochaine compétition), lors d'une compétition majeure, grâce au repêchage ou à la réalisation de l'une des meilleures performances parmi celles des « non qualifiés directement » (grâce au meilleur temps ou à la meilleure distance par exemple) (secondary qualifier)